# Список Героев Российской Федерации (Адыгея)

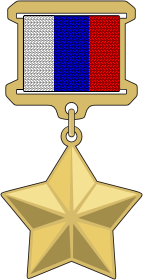
Медаль Героя РФ

В статье приводится список Героев Российской Федерации, родившихся или живших на территории современной Республики Адыгея. В скобках — год присвоения звания Героя Российской Федерации.

## Герои Российской Федерации
1. Гармаш, Артём Владимирович (2013, посмертно)[1]
2. Долонин, Владислав Александрович (1995, посмертно)[2].
3. Дорофеев, Анатолий Васильевич (1995) жил в Майкопе[3]
4. Заволянский, Валерий Иванович (28.07.2022, посмертно)
5. Костин, Сергей Вячеславович (1999, посмертно) жил в Майкопе[4].
6. Козлов, Олег Александрович (1996)[5].
7. Лемеш, Вадим Вячеславович (2023, посмертно)
8. Мезох, Владимир Чемгуевич (1995)[6].
9. Осокин, Евгений Анатольевич (1997, посмертно)[7]
10. Печников, Александр Валентинович[8]
11. Савин, Иван Алексеевич (2005, посмертно)[9]
12. Семенков, Владимир Владимирович (1996)[10]
13. Торохов, Роман Сергеевич (2023, посмертно)
14. Цеев, Эдуард Кушукович (1999)[11].
15. Цоков, Олег Юрьевич (2023, посмертно)
16. Шевелев, Николай Николаевич (2001, посмертно)[12].
17. Шикунов, Фёдор Иванович (1996, посмертно)[13].